# Erik Alexanderson
Karl Erik Alexanderson, född 30 maj 1906 i Uppsala, död 25 augusti 2000 på Lidingö, var en svensk jurist och politiker (folkpartist). 
Alexandersoan blev juris kandidat 1928 och var, efter en domstols- och departementskarriär, tillförordnad byråchef och generaldirektörens ställföreträdare i Socialstyrelsen 1944–1951. Han var därefter ordförande i nedre justitierevisionen 1951–1954 och häradshövding, senare lagman, vid Södra Roslags tingsrätt 1955–1973. 
Han var riksdagsledamot i första kammaren för Stockholms och Uppsala läns valkrets 1955–1970. I riksdagen verkade han främst i tredje lagutskottet, där han också var ordförande 1963–1968, samt i första lagutskottet, där han var ordförande 1969–1970. Som politiker var han inte minst engagerad i frågor kring rättsväsendet.
Erik Alexanderson var son till justitierådet Nils Alexanderson och Hedvig von Bahr. Han gifte sig 1934 med Elisabeth von Bonsdorff (1907–1995) som var född i Finland samt dotter till överläkaren Artur von Bonsdorff och Minna Lavonius. De fick barnen Ingrid Alexanderson (född 1935), arkitekten Karl Alexanderson (född 1940), gift med keramikern Charlotte Alexanderson, och civilingenjören Johan Alexanderson (född 1941), gift först med Birgitta Alexanderson och sedan med Wanja Djanaieff. Bland barnbarnen märks skådespelaren Filip Alexanderson. Erik Alexanderson är begraven på Lidingö kyrkogård.